# Crocidura silacea
Crocidura silacea är en däggdjursart som beskrevs av Thomas 1895. Crocidura silacea ingår i släktet Crocidura och familjen näbbmöss. IUCN kategoriserar arten globalt som livskraftig. Inga underarter finns listade i Catalogue of Life.
Denna näbbmus förekommer i Zimbabwe, östra Sydafrika, Swaziland och sydvästra Moçambique. Arten lever i låglandet och i bergstrakter i skogar, buskskogar, savanner och andra gräsmarker. Den kan anpassa sig till landskapsförändringar.
Arten blir med svans 10,7 till 13,4 cm lång och svanslängden är 4,4 till 6,6 cm. Djuret har 1,1 till 1,4 cm långa bakfötter, cirka 0,9 cm stora öron och en vikt av 5 till 8,5 g. Håren som bildar pälsen på ovansidan är gråa nära roten, ljusgrå till ljusbrun i mitten och brunaktig vid spetsen, vad som ger en brun päls, ibland med grå eller rödaktig skugga. Undersidan är täckt av ljusgrå päls med grå eller olivgrön skugga. Det finns ingen tydlig gräns mellan dessa färger. Den bruna svansen är lite mörkare på ovansidan. På svansen förekommer långa styva hår.
Crocidura silacea äter främst insekter.